# 2017 BTS Live Trilogy Episode III: The Wings Tour
The Wings Tour ou 2017 BTS Live Trilogy Episode III (Final Chapter): The Wings Tour é segunda turnê mundial liderada pelo boygroup sul-coreano BTS para promover seu segundo álbum de estúdio, Wings (2016). A turnê começou em 18 de fevereiro de 2017 e foi finalizada em 10 de dezembro de 2017 na Coreia do Sul. A turnê passou por 12 países, incluindo o Brasil, a Austrália, o Japão, Hong Kong e os Estados Unidos. A turnê reuniu 550.000 fãs, tornando-se a segunda maior turnê do grupo até hoje.

## Segundo plano

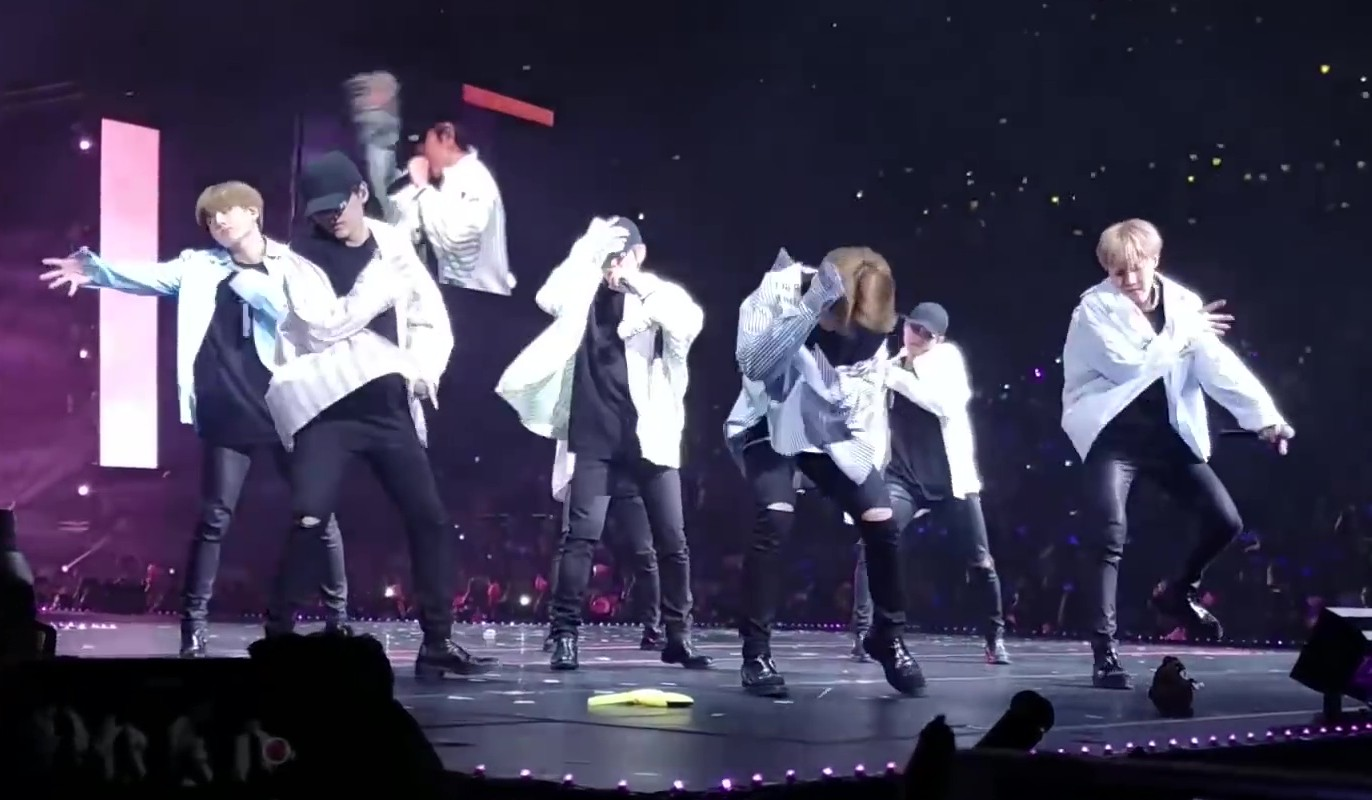
BTS durante uma apresentação da turnê The Wings Tour.

Em 18 de novembro de 2016, o BTS lançou um trailer no YouTube anunciando a turnê, juntamente com um pôster listando as datas dos dois primeiros shows realizados no Gocheok Sky Dome na Coreia do Sul. Mais tarde, seis shows foram confirmados em cinco cidades do Chile, Brasil e Estados Unidos.
Os ingressos para o show na América do Norte esgotaram em poucos minutos. Devido à alta demanda, dois shows foram adicionados para o Prudential Center e o Honda Center. Mais de 60.000 fãs compareceram aos shows em Newark, Chicago e Anaheim. O grupo vendeu todos os ingressos de seu show no Chile e se tornou o grupo de K-pop mais rápido a vender ingressos no Movistar Arena, a maior arena coberta do Chile. De acordo com a Puntoticket, a companhia de venda e distribuição de ingressos chilena, o show do BTS foi o mais vendido na história do Chile, comparável apenas ao show do Maroon 5 em 2015, vendendo mais de 10.000 ingressos em menos de 2 horas. Em 13 de janeiro de 2017, o BTS anunciou um segundo show no mesmo local. No Brasil, mais de 50.000 fãs tentaram comprar os 14.000 ingressos disponíveis, o que levou a protestos no Twitter pedindo aos promotores brasileiros da turnê que mudassem os shows para um local maior. O BTS vendeu 44.000 ingressos no total da turnê na América do Sul.
Em 27 de julho de 2017, o BTS anunciou três shows finais em Seul no Gocheok Sky Dome de 8 a 10 de dezembro de 2017. Em 2 de setembro de 2017, foram anunciadas datas adicionais no Kyocera Dome do Japão, de 14 a 15 de outubro de 2017, onde todos os ingressos foram vendidos. Foi a primeira vez que o grupo realizou shows em um estádio do Japão desde sua estreia.

## Recepção
A turnê recebeu críticas positivas de críticos de música. A "Billboard" elogiou a "coreografia militarmente precisa" do grupo. Eles também elogiaram as performances individuais dos membros, afirmando que "As vitrines solitárias e reflexivas movimentaram o público". A revista Bucks County Courier Times escreveu que o show, que "incluiu rotinas de dança elaboradas para quase todas as músicas, vídeos de intervalo impressionantes e muitos discursos e palhaçadas dos membros do BTS", foi uma "experiência incrível". O blog Idolator destacou as complicadas coreografias do grupo, bem como a habilidade de cada membro de mostrar suas respectivas habilidades através de performances individuais. Eles concluíram, "The Wings Tour é a introdução perfeita para o profissionalismo e a riqueza do K-Pop. O BTS está cantando em seu próprio idioma e o mundo está começando a perceber isso". A CNN reconheceu o BTS como o primeiro grupo de K-pop a vender todos os ingressos em arenas nos Estados Unidos, elogiando sua evolução na indústria.
O jornal The New York Times informou sobre o notável sucesso da The Wings Tour no Chile, que esgotou em tempo recorde. Foi revelado que "a popularidade online do grupo havia se tornado tão estabilizada no Chile que os promotores da turnê não se incomodavam com o impulso da mídia tradicional". Também foi relatado que os gritos do público sozinhos atingiram "127 decibéis ensurdecedores", o mais alto já registrado na Movistar Arena. Manila Bulletin elogiou as performances do grupo e notou os números impressionantes de comparecimento do show, afirmando que "o poder de atração do BTS não é brincadeira".
O Grammy escreveu sobre os primeiros shows em estádio do BTS em Osaka, destacando que o BTS "atraiu multidões impressionantes e fez performances incríveis".

## Set lists
Abaixo está uma lista mostrando quais músicas o BTS decidiu perfomar.
1. "Not Today"
2. "Am I Wrong"
3. "Silver Spoon"
4. "Dope"
5. "Begin" (solo do Jungkook)
6. "Lie" (solo do Jimin)
7. "First Love" (solo do Suga)
8. "Lost" (Jin, Jimin, V, Jungkook)
9. "Save Me"
10. "I Need U"
11. "Reflection" (solo do RM)
12. "Stigma" (solo do V)
13. "MAMA" (solo do J-Hope)
14. "Awake" (solo do Jin)
15. "BTS Cypher Pt. 4" (RM, Suga, J-Hope)
16. "Fire"
17. "N.O"
18. "No More Dream"
19. "Boy In Luv"
20. "Danger"
21. "Run"
22. "War of Hormone"
23. "21st Century Girl"
24. "Intro: Boy Meets Evil" (solo do J-Hope)
25. "Blood Sweat & Tears"

Encore
1. "Outro: Wings"
2. "2! 3! (Still Wishing For Better Days)"
3. "Spring Day"

1. "Mic Drop Remix"
2. "We Are Bulletproof Pt. 1"
3. "We Are Bulletproof Pt. 2"
4. "Hip Hop Lover"
5. "BTS Cypher Pt. 1" (RM, Suga, J-Hope)
6. "BTS Cypher Pt. 2: Triptych" (RM, Suga, J-Hope)
7. "BTS Cypher Pt. 3: Killer" (RM, Suga, J-Hope)
8. "BTS Cypher Pt. 4" (RM, Suga, J-Hope)
9. "Begin" (solo do Jungkook)
10. "Lie" (solo do Jimin)
11. "First Love" (solo do Suga)
12. "So Far Away" (Jin, Jimin, V, Jungkook)
13. "Lost" (Jin, Jimin, V, Jungkook)
14. "Save Me"
15. "I Need U"
16. "Reflection" (solo do RM)
17. "Stigma" (solo do V)
18. "MAMA" (solo do J-Hope)
19. "Awake" (solo de Jin)
20. "DNA"
21. "Go Go"
22. "N.O"
23. "No More Dream"
24. "Boy in Luv"
25. "Danger"
26. "Fire"
27. "Run"
28. "Blood, Sweat & Tears"

Encore
1. "A Supplementary Story: You Never Walk Alone"
2. "Best of Me"
3. "Path"
4. "Born Singer"
5. "Spring Day"
6. "Outro: Wings"

## Datas da turnê
| Data                    | Cidade    | País/Região    | Local                            | Comparecimento |
| Ásia                    | Ásia      | Ásia           | Ásia                             | Ásia           |
| ----------------------- | --------- | -------------- | -------------------------------- | -------------- |
| 18 de Fevereiro de 2017 | Seul      | Coreia do Sul  | Gocheok Sky Dome                 | 40,000         |
| 19 de Fevereiro de 2017 | Seul      | Coreia do Sul  | Gocheok Sky Dome                 | 40,000         |
| América do Sul          |           |                |                                  |                |
| 11 de Março de 2017     | Santiago  | Chile          | Movistar Arena                   | 44,000         |
| 12 de Março de 2017     | Santiago  | Chile          | Movistar Arena                   | 44,000         |
| 19 de Março de 2017     | São Paulo | Brasil         | Citibank Hall                    | 44,000         |
| 20 de Março de 2017     | São Paulo | Brasil         | Citibank Hall                    | 44,000         |
| América do Norte        |           |                |                                  |                |
| 23 de Março de 2017     | Newark    | Estados Unidos | Prudential Center                | 60,000         |
| 24 de Março de 2017     | Newark    | Estados Unidos | Prudential Center                | 60,000         |
| 29 de Março de 2017     | Rosemont  | Estados Unidos | Allstate Arena                   | 60,000         |
| 1 de Abril de 2017      | Anaheim   | Estados Unidos | Honda Center                     | 60,000         |
| 2 de Abril de 2017      | Anaheim   | Estados Unidos | Honda Center                     | 60,000         |
| Ásia                    |           |                |                                  |                |
| 22 de Abril de 2017     | Bangkok   | Tailândia      | IMPACT Arena                     | 90,000         |
| 23 de Abril de 2017     | Bangkok   | Tailândia      | IMPACT Arena                     | 90,000         |
| 29 de Abril de 2017     | Jakarta   | Indonésia      | Indonesia Convention Exhibition  | 90,000         |
| 6 de Maio de 2017       | Pasay     | Filipinas      | Mall of Asia Arena               | 90,000         |
| 7 de Maio de 2017       | Pasay     | Filipinas      | Mall of Asia Arena               | 90,000         |
| 13 de Maio de 2017      | Hong Kong | Hong Kong      | AsiaWorld–Expo                   | 90,000         |
| 14 de Maio de 2017      | Hong Kong | Hong Kong      | AsiaWorld–Expo                   | 90,000         |
| Oceânia                 |           |                |                                  |                |
| 26 de Maio de 2017      | Sydney    | Austrália      | Qudos Bank Arena                 | [ a ]          |
| Ásia                    |           |                |                                  |                |
| 30 de Maio de 2017      | Osaka     | Japão          | Osaka-Jo Hall                    | 145,000        |
| 31 de Maio de 2017      | Osaka     | Japão          | Osaka-Jo Hall                    | 145,000        |
| 1 de Junho de 2017      | Osaka     | Japão          | Osaka-Jo Hall                    | 145,000        |
| 7 de Junho de 2017      | Hiroshima | Japão          | Hiroshima Green Arena            | 145,000        |
| 14 de Junho de 2017     | Nagoia    | Japão          | Nippon Gaishi Hall               | 145,000        |
| 15 de Junho de 2017     | Nagoia    | Japão          | Nippon Gaishi Hall               | 145,000        |
| 20 de Junho de 2017     | Saitama   | Japão          | Saitama Super Arena              | 145,000        |
| 21 de Junho de 2017     | Saitama   | Japão          | Saitama Super Arena              | 145,000        |
| 22 de Junho de 2017     | Saitama   | Japão          | Saitama Super Arena              | 145,000        |
| 24 de Junho de 2017     | Fukuoka   | Japão          | Marine Messe Fukuoka             | 145,000        |
| 25 de Junho de 2017     | Fukuoka   | Japão          | Marine Messe Fukuoka             | 145,000        |
| 1 de Julho de 2017      | Sapporo   | Japão          | Makomanai Ice Arena              | 145,000        |
| 2 de Julho de 2017      | Sapporo   | Japão          | Makomanai Ice Arena              | 145,000        |
| 14 de Outubro de 2017   | Osaka     | Japão          | Kyocera Dome                     | 80,000         |
| 15 de Outubro de 2017   | Osaka     | Japão          | Kyocera Dome                     | 80,000         |
| 21 de Outubro de 2017   | Taipé     | Taiwan         | National Taiwan Sport University | 20,000         |
| 22 de Outubro de 2017   | Taipé     | Taiwan         | National Taiwan Sport University | 20,000         |
| 4 de Novembro de 2017   | Cotai     | Macau          | Cotai Arena, The Venetian Macao  | ASA            |
| 8 de Dezembro de 2017   | Seul      | Coreia do Sul  | Gocheok Sky Dome                 | 60,000         |
| 9 de Dezembro de 2017   | Seul      | Coreia do Sul  | Gocheok Sky Dome                 | 60,000         |
| 10 de Dezembro de 2017  | Seul      | Coreia do Sul  | Gocheok Sky Dome                 | 60,000         |
| Total                   | Total     | Total          | Total                            | 550,000        |

## Dados de bilheteria
| Local             | Cidade/País                 | Ingressos vendidos / Disponíveis | Receita bruta |
| ----------------- | --------------------------- | -------------------------------- | ------------- |
| Citibank Hall     | São Paulo, Brasil           | 15,327 / 15,327 (100%)           | $1,207,360    |
| Prudential Center | Nova Jersey, Estados Unidos | 22,612 / 22,612 (100%)           | $3,348,500    |
| Qudos Bank Arena  | Sydney, Austrália           | 11,023 / 11,424 (96%)            | $2,054,650    |

## Transmissões de TV
| Data de estreia (Tempo no ar [GMT+9]) | Canal (País/Região) | Título do programa                                                                      | Data de Gravação (Localização)                                |
| ------------------------------------- | ------------------- | --------------------------------------------------------------------------------------- | ------------------------------------------------------------- |
| 17 de Julho de 2017 8:00 p.m.         | TBS1 Japão          | 2017 BTS LIVE TRILOGY EPISODE III: THE WINGS TOUR ~JAPAN EDITION~                       | 21 de Junho de 2017 Saitama Super Arena, Saitama, Japão       |
| 12 de Novembro de 2017 9:00 p.m.      | TBS1 Japão          | BTS Dome Concert Performance Pre-program: 2017.10 Close-up Documentary                  | Outubro de 2017 Vários locais na Coreia e no Japão            |
| 17 de Dezembro de 2017 8:00 p.m.      | TBS1 Japão          | 2017 BTS LIVE TRILOGY EPISODE III: THE WINGS TOUR IN JAPAN ~SPECIAL EDITION~            | 15 de Outubro de 2017 Kyocera Dome, Osaka, Japão              |
| 26 de Maio de 2018 9:00 p.m.          | TBS1 Japão          | 2017 BTS LIVE TRILOGY EPISODE III: THE WINGS TOUR IN SEOUL (Versão completa sem cortes) | 19 de Fevereiro de 2017 Gocheok Sky Dome, Seul, Coreia do Sul |